# کاخ سردار امجد
کاخ زمستانی نصرت اله خان معروف به سردار امجد از مهم‌ترین بناهای حکومتی گیلان در شهر تالش(هشتپر) به‌شمار می‌رود. سردار امجد که از اواسط دوره ناصرالدین شاه قاجار تا انقلاب مشروطه حاکم کرگان رود تالش بود، از قدرت و نفوذ زیادی در منطقه تالش برخوردار بود و برای قدرت‌نمایی و تدارک مکانی مناسب برای پذیرایی از بزرگان و درباریان قاجار تصمیم به ساخت این بنا می‌گیرد. بنابر روایت منابع محلی احداث و تکمیل این بنا ۲۵ سال به طول انجامیده‌است.
سنگ‌های به کار رفته در بنا از ارتفاعات ییلاقی تالش به این مکان آورده شده‌اند و کارگران زیادی به‌طور روزانه در ساخت این بنا مشغول به کار بوده‌اند. این بنا اطاقسرا نامیده می‌شد که اکنون در ضلع غربی میدان اصلی شهر تالش واقع گردیده‌است و با نمای بیرونی آبی رنگ و به همراه طاق نماها و درگاه‌های هلالی توجه هر رهگذری را به خود جلب می‌کند. این بنا در جریان شورش‌های محلی مردم تالش در دوره انقلاب مشروطه به آتش کشیده می‌شود و به مدت ۶۰ سال به‌صورت متروکه باقی می‌ماند. تا اینکه در اوایل دهه ۱۳۵۰ خورشیدی مورد بازسازی قرار گرفت و این ساختمان و محوطه بزرگ پیرامون آن به جمعیت شیر و خورشید سرخ ایران واگذار می‌شود و پس از انقلاب اسلامی نیز در اختیار بسیج سپاه پاسداران قرار می‌گیرد. بدین جهت علیرغم آنکه بخشی از محوطه شرقی آن در مجاورت میدان اصلی شهر تالش به پارک تبدیل شده‌است علیرغم دیدگاه برخی صاحب نظران و مسئولان محلی به تبدیل این مکان به موزه کاخ، بعلت کاربری نظامی کنونی، مورد بازدید علاقه مندان قرار نمی‌گیرد. در سالهای اخیر با ترک برداشتن برخی از نماها و نم گرفتن طبقه فوقانی آن، سقف این بنا با حلب پوشانیده شده‌است. مدیرکل میراث فرهنگی، صنایع دستی و گردشگری استان گیلان گفت: کاخ سردار امجد برای تأسیس موزه تالش انتخاب شد.
در بیرون این کاخ هشت در بزرگ وجود داشته و از آنجائیکه در زبان تالشی در را «بًر» می‌گویند، منطقه را هشتبر نام نهادند که به مرور زمان و بر اثر تکرار به هشتپر معروف شد و تغییر نام پیدا کرد و در سال‌های اخیر این نام نیز عوض شد و آن را «تالش» نامیدند ولی مردمان بومی و منطقه همچنان این شهر را هشتپر می‌نامند.